# Utopian Land
Utopian Land är en låt framförd av musikgruppen Argo.
Låten var Greklands bidrag till Eurovision Song Contest 2016 i Stockholm. Den framfördes i den första semifinalen i Globen den 10 maj 2016 där den fick 44 poäng och hamnade på plats 16 av 18, vilket innebar att den inte kvalificerade sig till finalen.

## Komposition och utgivning
Låten är skriven helt på egen hand av gruppens sångare Vladimiros Sofianidis.
En officiell musikvideo till låten släpptes den 10 mars 2016. Videon är regisserad av det prisbelönta designföretaget Beetroot Design Group som även är lokaliserat i Argos hemstad Thessaloniki.